# Zelotes
Zelotes là một chi nhện trong họ Gnaphosidae.

## Hình ảnh

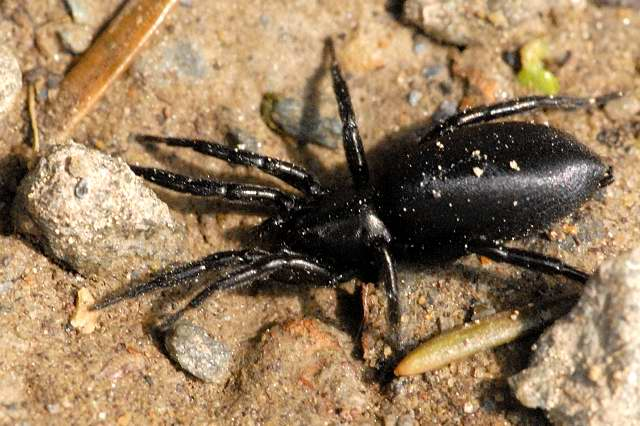
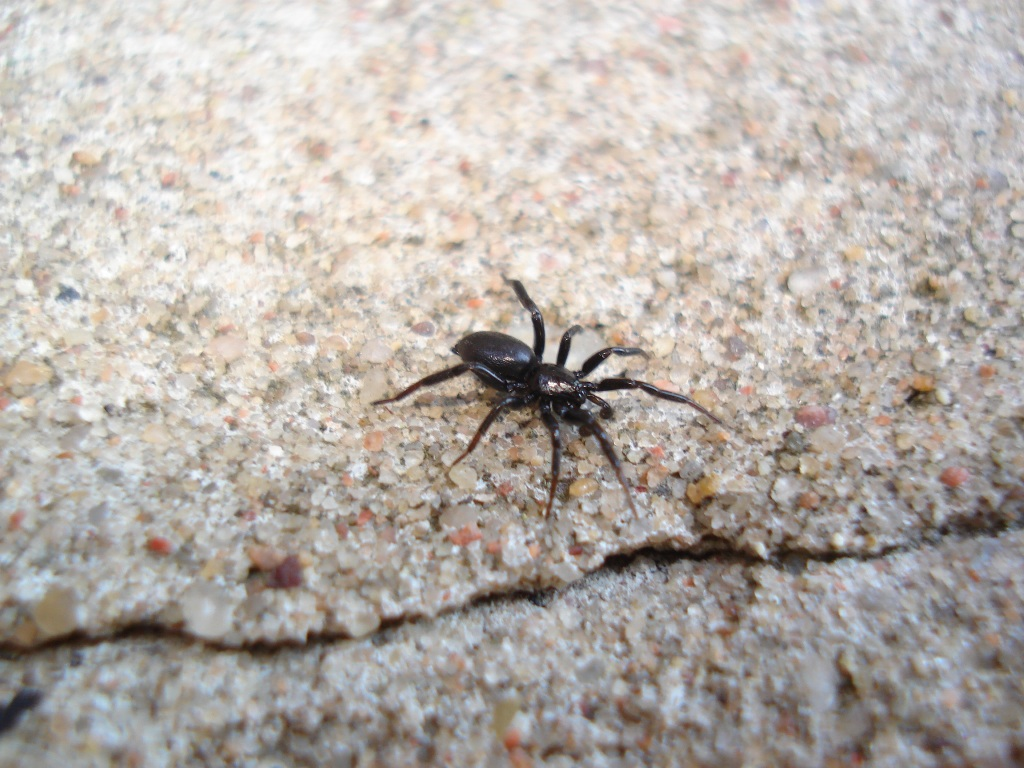
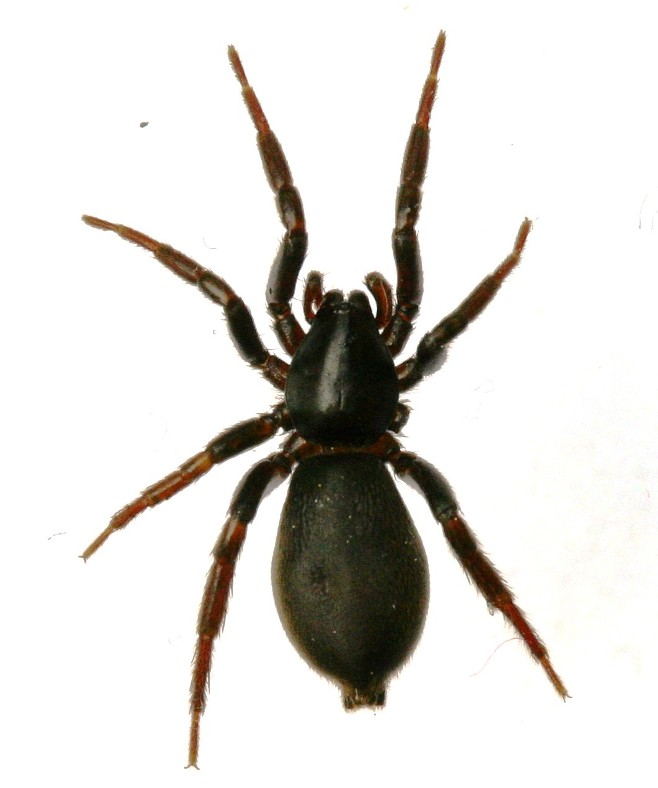
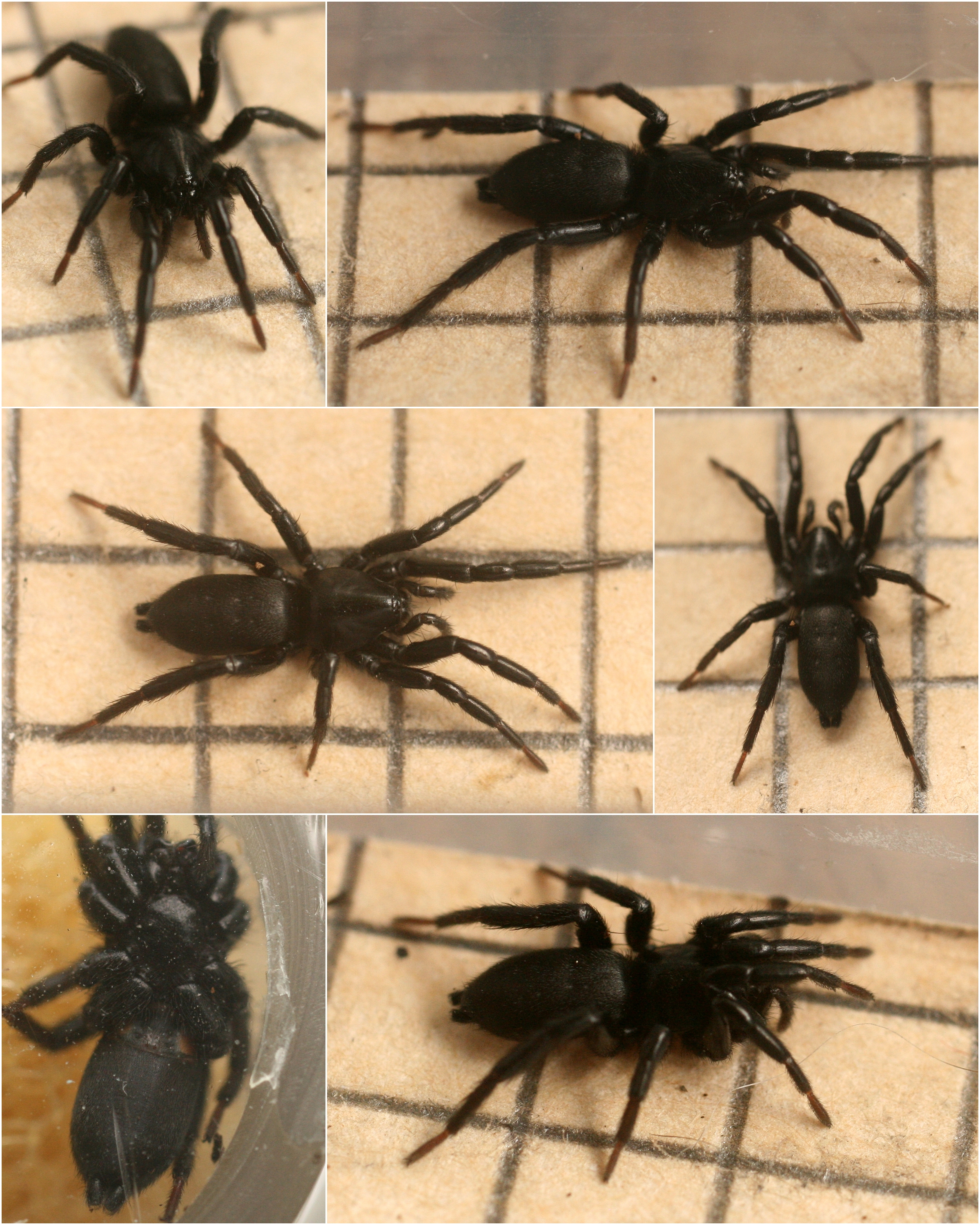